# Krešimir Bubalo
Krešimir Bubalo (Osijek, 5. studenoga 1973.) je hrvatski političar. Član je Domovinskog pokreta. 
Godine 1997., diplomirao je poduzetništvo na Ekonomskom fakultetu Sveučilišta Josipa Jurja Strossmayera u Osijeku. Polaznik je Poslijediplomskog znanstvenog studija Management na istom fakultetu u Osijeku. 1991. je bio sudionik Domovinskog rata u Osijeku. Od 2004. do 2009., kao član HDSSB-a bio je osječko-baranjski župan. 4. lipnja 2009. pobijedio je na prvim neposrednim lokalnim izborima za osječkog gradonačelnika. Na toj je dužnosti ostao do 10. lipnja 2013. jer je u drugom krugu lokalnih izbora, koji su održani 2. lipnja te godine, pobijedio Ivica Vrkić.
Godine 2020. pridružio se Domovinskom pokretu te osvaja mandat na parlamentarnim izborima iste godine. Mandat predaje Stipi Mlinariću, hrvatskome branitelju i članu Domovinskog pokreta.